# Rhyothemis phyllis
Espèce
Synonymes
- Libellula phyllis Sulzer, 1776[1]
- Rhyothemis apicalis Kirby, 1889[1]
- Rhyothemis snelleni Selys, 1878[1]
- Rhyothemis vitellina Brauer, 1868[1]

Répartition géographique
Statut de conservation UICN

 LC  : Préoccupation mineure
Rhyothemis phyllis est une espèce de libellules de la famille des Libellulidae, très répandue en Asie du Sud-Est.

## Répartition et habitat

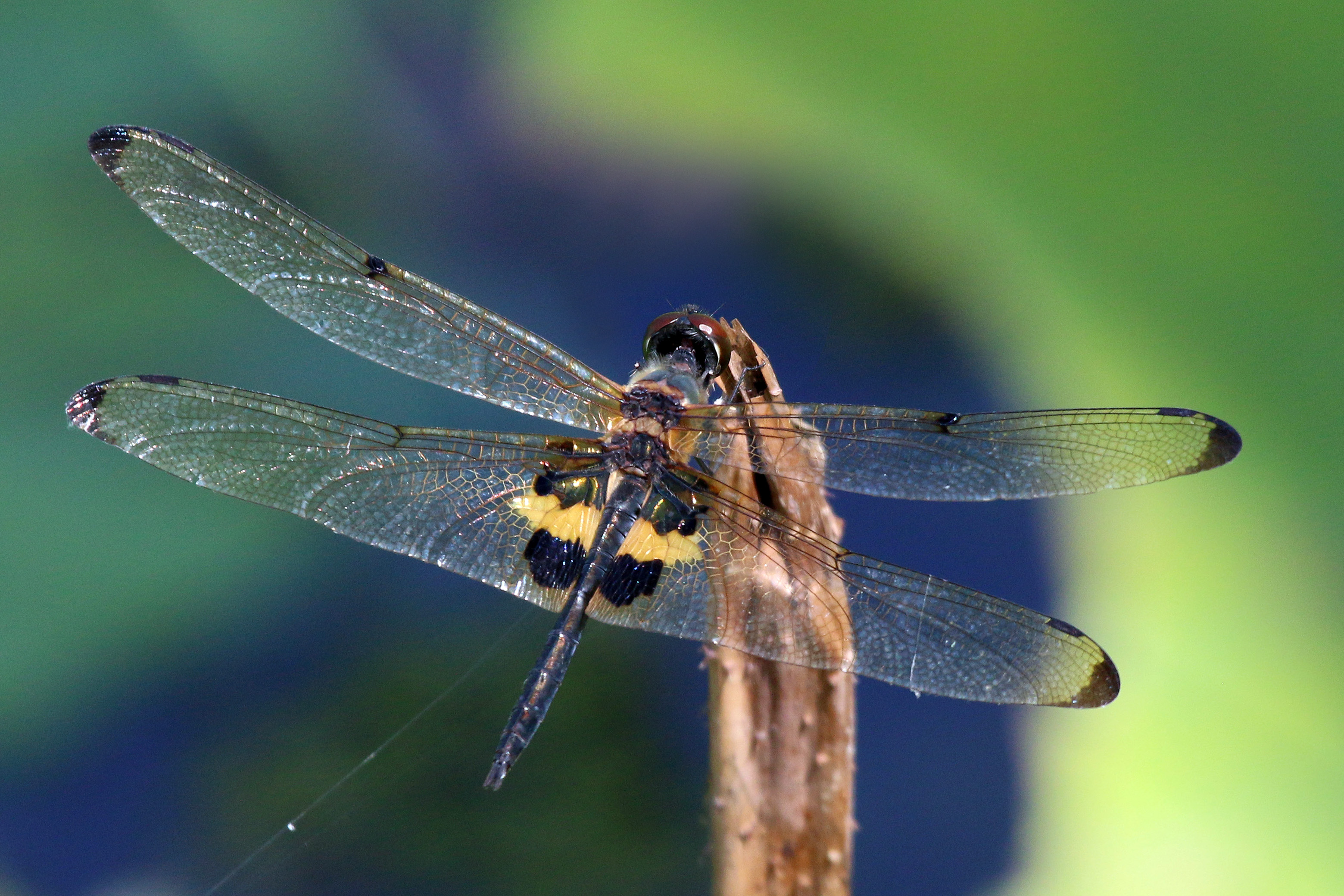
Rhyothemis phyllis phyllis, Singapour.

Rhyothemis phyllis se rencontre en Birmanie, au Cambodge, en Chine,  dans le Sud de l'Inde, en Indonésie, au Japon, au Laos, en Malaisie, à Singapour, à Taïwan, en Thaïlande, au Vietnam et dans le Nord de l'Australie. Elle est également signalée dans les États fédérés de Micronésie. En Malaisie, cette libellule de taille moyenne est généralement trouvée dans les étangs ou marais ouverts, et les forêts marécageuses. Le vol du genre Rhyothemis est habituellement voltigeant.

## Systématique
Cette espèce a été décrite en 1776 par Johann Heinrich Sulzer sous le protonyme de Libellula phyllis.

### Publication originale
- Sulzer, J. H. 1776. Dr. Sulzers Abgekürtze Geschichte der Insecten. Nach dem Linaeischen System. Ester Theil. Winterthur Bey H. Steiner. (p. 169, Tab. xxiv, Fig. 2) (lire en ligne)

## Liste des sous-espèces
Selon Catalogue of Life (13 septembre 2020) :
- sous-espèce Rhyothemis phyllis aequalis Kimmins, 1936
- sous-espèce Rhyothemis phyllis apicalis Kirby, 1889
- sous-espèce Rhyothemis phyllis beatricis Lieftinck, 1942 - Australie
- sous-espèce Rhyothemis phyllis chloe Kirby, 1894 - Australie
- sous-espèce Rhyothemis phyllis dispar Brauer, 1867
- sous-espèce Rhyothemis phyllis ixias Lieftinck, 1953
- sous-espèce Rhyothemis phyllis marginata Ris, 1913
- sous-espèce Rhyothemis phyllis obscura Brauer, 1868
- sous-espèce Rhyothemis phyllis snelleni Selys, 1878
- sous-espèce Rhyothemis phyllis subphyllis Selys, 1882
- sous-espèce Rhyothemis phyllis vitellina Brauer, 1868